# Séailles
Séailles är en kommun i departementet Gers i regionen Occitanien i sydvästra Frankrike. Kommunen ligger i kantonen Eauze som tillhör arrondissementet Condom. År 2022 hade Séailles 68 invånare.

## Befolkningsutveckling
Antalet invånare i kommunen Séailles
Referens:INSEE